# J-ROCK ARTIST COUNT DOWN 50
『J-ROCK ARTIST COUNT DOWN 50』（ジェイロックアーティスト カウントダウンフィフティー）は、1994年10月から1999年9月まで全国ネットで放送されていた音楽番組。KBS京都とビーイングが大阪に設立した映像制作会社MODS HOUSEの共同制作。音楽雑誌『J-ROCK magazine』と連動した30分番組である。

## 概要
- 『J-ROCK magazine』でJ-ROCK ARTISTとして登録されたミュージシャンを、雑誌と番組のハガキ投票でARTIST TOP50を毎週発表。第1回目ではJ-ROCK ARTISTを50音順に紹介し、第2回目からランキングを発表していた。オープニングでは前週のTOP50のテロップ（TOP30時にはTOP10のテロップ）を、エンディングでは当該週のTOP50のテロップ（TOP30時にはTOP10のテロップ）を表示していた。テーマソングが無かった頃には松本孝弘（B'z）が作曲した番組テーマ曲が流れ、テーマソングがある時（1995年後半以降）にはテロップの後にPVが流れていた。
- UHF局のローカル番組としては異例の人気番組となり、放送同時間帯の視聴率で1位を記録する地区もあった。
- 放送開始から1996年までは「J-ROCK ARTIST COUNT DOWN 50」と本項の表題通りのタイトルを用いていたが、1996年から1998年までは「J-ROCK ARTIST BEST 50」、1998年から1999年までは「J-ROCK ARTIST TOP30」と題して放送されていた。番組は1999年9月に終了。
- 替わってチバテレビが製作を担当した後継番組「BEST OF J-ROCK」が放送されたが、母体の『J-ROCK magazine』が『J-groove magazine』に模様替えするとともに「BEST OF J-GROOVE」に改題するも2003年9月に終了した。なお、母体の雑誌『J-groove magazine』も、2006年5月号で休刊している。
- ビーイングの制作会社MODS HOUSEが制作している関係でビーイング系アーティストがメインで取り上げられていたが、氷室京介が番組にコメントを寄せたり、X JAPANのYOSHIKIや黒夢がVTR出演したことがある。
- 番組開始当初のエンディングテーマでは、L'Arc〜en〜Cielの「Blurry Eyes」が起用されていた。
- ビーイング制作番組の特徴である番組開始直前と番組終了後に、J-DISCの新譜スポットCMが打たれていた。
- 1994年10月から本番組の放送を皮切りに、ビーイングはMODS HOUSEが関西のテレビ・ラジオ各局と共同制作した番組を次々に開始させていく。
  - 『ROOTS』 - 本番組と同時に放送開始したブルースやロックの歴史を辿ったアーカイブ番組。放送局によっては本番組の次に編成されている所もあった。KBS京都との共同制作。
    - 『rock the roots』 - 『ROOTS』終了後に始まった番組であるが、前身番組とは異なりサブカルチャーを取り扱った内容。

  - 『AMEMURA ROCK STREET』→『アメロク』- 1995年秋から土曜深夜に放送開始したアメリカ村のトレンドと音楽を取り上げた番組だったが、半期ごとにナレーターや内容がテコ入れされていた。テレビ大阪との共同制作。
    - 『SO-HOT』- 『アメロク』から番組名を変更し、放送日を金曜深夜0時55分に移動した上で2001年4月から放送開始。音楽情報のほか、GIZA所属のアーティストによるロケ企画やライブ、PV撮影の裏側等の番組内容だった。2003年9月に放送終了。テレビ大阪との共同制作。

  - 『GIZA STATION』- 2000年代初頭に木曜深夜2時55分に放送されていたGIZA Studioの情報を扱った5分間のミニ番組。2003年9月に放送終了。テレビ大阪との共同制作。
  - 『ROX』- 1996年6月1日に放送を開始したRIKACOとUJが司会の音楽クイズ番組で、初回は大黒摩季の特集。矢沢永吉やGLAYなども取り上げられていたが、3か月で終了。関西テレビとの共同制作。
  - 『HIP POP』 - HIP HOPをメインとした番組。奈良テレビとの共同制作。
  - 『情報IN』 - 『ワールドビジネスサテライト』放送終了後に放送されていた「SUNDAY BLUES LIVE」の模様を紹介した番組。(テレビ東京との共同制作)
  - 『Future Paradise』 - KISS-FM KOBEで土曜日の午後に放送されていたラジオ番組。初代サウンドクルーは永井"ホトケ"隆。二代目サウンドクルーが椎名祐海。三代目サウンドクルーはWAG。永井"ホトケ"隆がサウンドクルーを担当した時は、稲葉浩志（B'z）や大黒摩季がゲストに出演していた。
  - 『PASTIME PARADISE』 - α-stationで放送されていたラジオ番組。初代DJはQuncho~。1994年10月放送開始から半年間は金曜日の24：30からの30分番組。1995年4月から土曜日18：00からの60分番組になる。Quncho~時代はマンスリーゲスト制で稲葉浩志や大黒摩季らがゲスト出演していた。ZARDの坂井泉水もゲスト予定だったが、取りやめになっている。二代目DJはSTORMYの立原燎。三代目DJはGARNET CROWの岡本仁志が担当。
  - 『HEAVEN's RADIO』- 1995年秋放送開始。FM大阪で夕方に放送されていたJ-POP番組『Jay-Land SHUFFLE』に内包されていた5分番組で、ラジオ版CD NEWSとも言える内容。DJはEDGEのヴォーカルだった水野松也。
    - 『VIVA!WEST』 - 1997年4月から『Jay-Land SHUFFLE』に内包されていた後継番組で、前身番組と内容は同じ。『Jay-Land SHUFFLE』の曜日DJが担当。1998年3月終了。

  - 『大阪 BLUES SPIRITS』 - 1996年春放送開始のMBSラジオで日曜深夜に放送されていた永井"ホトケ"隆がDJの番組。
  - 『週刊J-ROCK MATE』 - 1998年秋にラジオ関西で木曜深夜に放送されていた2時間番組。『J-ROCK magazine』と連携した番組で、編集長を務めていた斉田才がDJを務めた。
  - 『Music Freak Radio』 - FM COCOLOで放送されていた60分番組。DJ:斉田才

## コーナー企画
- 今週の似ている曲（洋楽との比較が多い）
- J-ROCK magazine Pick Up ARTIST（アーティストのインタビューとPVやライブの映像が流れる）
- ライブ情報
- インタビュー
- アーティストクイズ（正解者に抽選でプレゼントあり）
- WHO'S FROM? 出身地別アーティスト紹介
- パート別ランキング
  - J-ROCK VOCALIST BEST20 - BEST10のみ映像または静止画、20位から11位はテロップ表示
  - J-ROCK GUITARIST BEST20 - 同上
  - J-ROCK BASSIST BEST20 → J-ROCK BASSIST&DRUMMAR BEST5
- OUT OF 50（50位圏外の注目アーティスト3組紹介） → TOP30となってからは、OUT OF 30（30位圏外の注目アーティスト3組紹介）
- J-ROCK magazine TOP10
- J-ROCK ARTIST TOP30 MONTHLY FULL MUSIC VIDEO
- ほか

## 1位獲得ARTIST
- WANDS
- B'z - 1995年に5週連続1位を記録、全期間でBEST10入りを果たした。
- L'Arc〜en〜Ciel - 番組開始当初にエンディングテーマに起用されており、ブレイク前からプッシュされていた。
- THE YELLOW MONKEY - 当時吉井和哉がビーイングを批判するコラムを書いたことで、所属事務所BOWINMAN MUSIC(現：baj)の意向により『J-ROCK magazine』には取材拒否の姿勢を取っていたが、本番組では好意的に取り上げられていた。なお、bajはB'zや倉木麻衣などのビーイング系アーティストのコンサート制作に関わっており、取引先である。
- GLAY
- サザンオールスターズ
- BUCK-TICK
- 大黒摩季
- LUNA SEA
- X JAPAN
- T-BOLAN
- 氷室京介
- 黒夢
- hide
- SIAM SHADE
- ほか

## BEST10入りしたARTIST（1位獲得ARTISTを除く）
- ZARD
- 奥田民生
- DEEN
- 布袋寅泰
- CHARA
- NOKKO
- DREAMS COME TRUE
- DIE IN CRIES
- JUDY AND MARY
- スピッツ
- MALICE MIZER
- BLANKEY JET CITY
- THEE MICHELLE GUN ELEPHANT
- ほか

## オープニングテーマ
- Eins:Vier「Dear song」 - ビーイング制作ではないが、一部の放送局では番組開始前に本CDのCMスポットが打たれていた。
- DEEN 「SUNSHINE ON SUMMER TIME」
- LOWDOWN 「MAYBE LOVE BABY LOVE」
- FIELD OF VIEW 「この街で君と暮らしたい」
- B'z 「ビリビリ」
- 小松未歩「anybody's game」
- WANDS「錆びついたマシンガンで今を撃ち抜こう」
- 新藤敦士「I KISS YOU」
- FIELD OF VIEW 「渇いた叫び」
- DEEN 「手ごたえのない愛」
- New Cinema 蜥蜴「CaNDY LiFe」
- FIELD OF VIEW 「青い傘で」
- 稲葉浩志「CHAIN」
- ほか

## エンディングテーマ
- L'Arc〜en〜Ciel「Blurry Eyes」
- B'z 「ねがい」
- ZARD 「サヨナラは今もこの胸に居ます」
- Barbier with IZUMI SAKAI「クリスマス タイム」
- BA-JI 「遊びに行こうよ」
- Barbier 「LOVE〜眠れずに君の横顔ずっと見ていた〜」
- 秋吉契里「愛なんて」
- B'z 「さまよえる蒼い弾丸」
- ZARD「GOOD DAY」
- ほか